# Cosmotron (DVD)
Cosmotron é o segundo DVD da banda de pop rock brasileira Skank, gravado para a serie Multishow ao Vivo em 27 de março de 2004 no Olympia, São Paulo. Mais tarde, em 2010, gravariam um segundo show para a série, intitulado Multishow ao Vivo: Skank no Mineirão.
Seu repertório é composto desde antigos sucessos, como "Esmola", "Jackie Tequila", "Garota Nacional" e "É Uma Partida de Futebol", até canções do álbum de mesmo nome, como "Vou Deixar", "Amores Imperfeitos", "Dois Rios", "Formato Mínimo" e "Nômade".
O DVD também traz como extras, uma versão de "Te Ver", apenas com Samuel Rosa na guitarra, imagens de ensaio durante as gravações do álbum e os videoclipes de "Dois Rios" e "Vou Deixar".

## Faixas
1. Supernova
2. Por um Triz
3. É uma Partida de Futebol
4. Esmola
5. Rebelião
6. Zé Trindade
7. Formato Mínimo
8. As Noites
9. Jackie Tequila
10. Nômade
11. Balada do Amor Inabalável
12. Acima do Sol
13. Três Lados
14. Vou Deixar
15. Garota Nacional
16. Amores Imperfeitos
17. Dois Rios
18. Resposta
19. Tão Seu
20. Saideira
21. Pegadas na Lua
22. Canção Noturna
23. Vou Deixar (reprise)
24. Te Ver (faixa bônus)

#### Extras
- Cosmotron em estúdio
- Videoclipes: "Dois Rios" e "Vou Deixar"

## Créditos

#### Skank
- Samuel Rosa - voz, violão e guitarra
- Henrique Portugal - teclados, violão e vocal de apoio
- Lelo Zaneti - baixo e vocal de apoio
- Haroldo Ferretti - bateria

#### Músicos convidados
- Doca Rolim - guitarra, violão e vocal de apoio
- Paulo Márcio - trompete
- Pedro Aristides - trombone